# 魏子茜
魏子茜（1990年2月22日—），是台灣女子撞球界的新星。就讀復興高中三年級時才正式接受撞球正規訓練，目前是銘傳大學企管系的學生。2011年參加安麗盃女子撞球公開賽，從會外賽開始晉級，於3月10日首日分組比賽打敗韓國撞球明星金佳映，大爆冷門、一戰成名。同年6月13日於女子職撞第一站四強賽，先後擊敗譚禾耘與柳信美，拿下職撞生涯首場分站冠軍，同時也贏得參加年度總冠軍賽的機會。

## 比賽成績
- 2011年，第24屆東京花式女子9球撞球公開賽冠軍
- 2017年8月25日~8月29日世大運女子撞球9號球雙打賽冠軍 ，獲得金牌。和贈送金色絲帶熊讚玩偶一隻。
- 2022世界女子10號球世錦賽亞軍
- 2022密西根公開賽亞軍
- 2022美洲豹波多黎各女子世界10號球公開賽冠軍

## 外部連結
- 魏子茜的facebook粉絲專頁
- 2011年安麗盃世界女子花式撞球公開賽參賽選手簡介 （页面存档备份，存于）

## 相關新聞
- 安麗盃爆冷 魏子茜痛宰金佳映 （页面存档备份，存于）
- 史上年齡最大差距對決 魏子茜奪冠 （页面存档备份，存于）
- 魏子茜3個初體驗 端節一次實現 （页面存档备份，存于）